# Powiat Tatrzański
Der Powiat Tatrzański ist der südlichste Powiat (Kreis) der polnischen Woiwodschaft Kleinpolen. Er liegt südlich der Beskiden und grenzt im Norden an den Powiat Nowotarski sowie im Süden an die Slowakei.

## Gemeinden
Der Powiat umfasst fünf Gemeinden, die in eine Stadt- (gmina miejska) und vier Landgemeinden (gmina wiejska) unterschieden werden:

### Stadtgemeinde
- Zakopane

### Landgemeinden
- Biały Dunajec
- Bukowina Tatrzańska
- Kościelisko
- Poronin